# Теорія вибухових речовин
Тео́рія вибухо́вих речови́н (рос. теория взрывчатых веществ, англ. theory of explosives (blasting agents), нім. Theorie f der Sprengstoffe) — розділ хімії, що розглядає процес вибухового перетворення вибухових речовин (швидкість, повнота та передача детонації, температури вибуху, бризантність та працездатність ВР тощо).